# Wolfgang Köhler (Komponist)
Wolfgang Köhler (* 12. Juni 1923 in Braunschweig; † 21. Oktober 2003 in Kassel) war ein deutscher Komponist und Organist.

## Werke
- 6 Sinfonien
- 3 Streichquartette
- Streichtrio Nr. 1 für Violine, Viola und Violoncello op. 12
- Streichtrio Nr. 2 für Violine, Viola und Violoncello op. 18
- „Jerusalem-Fantasie“ op. 23
- Streichtrio Nr. 2 für Violine, Viola und Violoncello op. 27
- Tagebuch Nr. 1 für Klavier op. 28
- Fünf Studien für Klavier op. 29 (1946)
- Drei Sprüche für gemischten Chor und Klavier op. 36
- Trio für Klavier, Violine und Violoncello op. 44
- Triptychon (in Form eines Flügelaltars) für Harfe op. 59 (1978)
- Variationen für Harfe über ein Thema von Joh. Seb. Bach in der Bearbeitung von Johannes Brahms op. 62
- „Mahler-Reflexionen“ op. 67 (Auftragswerk für die Stadt Kassel)

## Auszeichnungen
- 1993: Goethe-Plakette des Landes Hessen